# Novakiella
Novakiella trituberculosa es una especie de araña araneomorfa de la familia Araneidae. Es el único miembro del género monotípico Novakiella. Es originaria de Australia y Nueva Zelanda.